# Équipe du Monténégro de football
Cet article traite de l'équipe masculine. Pour l'équipe féminine, voir Équipe du Monténégro féminine de football.
Maillots
L'équipe du Monténégro de football est constituée par une sélection des meilleurs joueurs monténégrins, sous l'égide de la Fédération du Monténégro de football. Elle évolue à domicile au Podgorica City Stadium à Podgorica.
C'est une des plus jeunes sélection nationales du monde, elle a vu le jour en 2007 après l'indépendance du Monténégro en 2006.
Le meilleur résultat du Monténégro lors d'une compétition majeure est d'avoir atteint les barrages lors des éliminatoires de l'Euro 2012, ainsi qu'une promotion en Ligue B après avoir terminé en tête de sa poule en Ligue C de la Ligue des nations 2020-2021.

## Histoire
Une sélection monténégrine a joué deux matches, non officiels, après la Seconde Guerre mondiale : en 1945, à Belgrade, contre une sélection serbe (victoire serbe 2-1) et le 22 septembre 1946, à Shkodër, contre l'Albanie (victoire albanaise 5-0).
La sélection actuelle est née de la dissolution de l'équipe de Serbie-et-Monténégro de football après la Coupe du monde de football 2006, pour laquelle celle-ci s'était qualifiée. La Serbie et le Monténégro, nouvellement indépendants, ont donc présenté une équipe commune puisqu'ils s'étaient qualifiés ensemble.
La Fédération de Serbie de football ayant été autorisée à prendre la place de la Fédération de Serbie-et-Monténégro de football à l'UEFA et à la FIFA, la Fédération du Monténégro de football a par contre dû demander son affiliation à ces deux institutions.
La Fédération du Monténégro de football est devenue membre à part entière de l'UEFA le 26 janvier 2007, à la suite d'un vote des associations membres. Néanmoins, le Monténégro ne peut pas participer aux éliminatoires de l'Euro 2008. Il fera ses grands débuts officiels lors des éliminatoires de la Coupe du monde 2010 où il est classé dans le sixième chapeau.
Le 18 mars 2007, le sélectionneur du Monténégro, Zoran Filipović, annonce la liste de joueurs pour le premier match officiel de l'équipe nationale du Monténégro face à la Hongrie en amical. La non-sélection de joueur comme Marko Baša de Le Mans UC et Andrija Delibašić de Beira-Mar constitue les grandes surprises. À signaler la jeunesse de l'effectif, le seul joueur dépassant les 30 ans étant Vlado Jeknić (en) de Wacker Burghausen.
Le Monténégro fait ses débuts en éliminatoires pour la coupe du monde 2010 à Podgorica face à la Bulgarie. Le match s'est terminé sur le score de 2-2 avec une égalisation bulgare en toute fin de match. Les Braves Faucons ont de nouveau surpris en faisant match nul face à l'Irlande à domicile. Les monténégrins ont ensuite été battu en Italie non sans démériter (2-1). Le match retour face à la Squadra Azzura n'a pas été aussi bon et s'est terminé sur une défaite de deux buts à zéro. Le Monténégro a continué à décevoir lors qu'il n'a pu faire mieux que match nul face à la Géorgie (0-0) et face à Chypre (2-2) après avoir pourtant mené de deux buts. A Sofia, la sélection est de nouveau battue sur le score sévère de 4-1 après avoir ouvert le score.
Il a fallu attendre seulement leur troisième compétition internationale (l'Euro 2012) pour voir le Monténégro se qualifier au moins pour les barrages, mais la sélection balkanique est battue à l'extérieur à l'aller (0-2) puis à domicile au retour (0-1) par la Tchéquie et échoue à se qualifier pour son premier Championnat d'Europe.
Mirko Vučinić entre dans l'histoire du football monténégrin, en devenant le premier buteur de son pays.
Le Monténégro ne se qualifie pas pour les compétitions suivantes et subit par ailleurs la plus lourde défaite de son histoire à l'occasion des éliminatoires de l'Euro 2021, le 14 novembre 2019 sur la pelouse de l'Angleterre (0-7). En revanche, la sélection balkanique obtient une promotion en Ligue B après avoir terminé en tête de sa poule en Ligue C de la Ligue des nations 2020-2021 grâce à un bilan de 4 victoires, un nul et une défaite.

## Sélection des joueurs
En football international, les joueurs sont éligibles pour jouer sous les couleurs d'un seul pays et ne peuvent plus en changer après avoir disputé un match (titulaire ou remplaçant) reconnu par la FIFA. Cependant, une exception est faite dans les cas où un ou des nouveaux états apparaissent après la dissolution d'un ancien pays. Basée sur les règles actuelles de la FIFA, un joueur peut être éligible pour jouer avec le Monténégro, même si auparavant, il a joué pour la Serbie-et-Monténégro, et que l'une des trois obligations suivantes est remplie :
- Le joueur est né au Monténégro.
- Qu'au moins un de ses parents et/ou au moins un de ses grands-parents soit né au Monténégro.
- Qu'il ait vécu au Monténégro pendant une période continue d'au moins deux ans.

À cause des mixités anciennes, il est probable qu'un important pourcentage de joueurs éligibles avec le Monténégro le soient également avec la Serbie et vice-versa. Cependant, lorsqu'un joueur joue sous le maillot de la Serbie ou du Monténégro, il n'est plus sélectionnable pour l'autre pays.

### Classement FIFA
| Année              | 2007 | 2008 | 2009 | 2010 | 2011 | 2012 | 2013 | 2014 | 2015 | 2016 | 2017 | 2018 | 2019 | 2020 | 2021 | 2022 | 2023 | 2024 |
| ------------------ | ---- | ---- | ---- | ---- | ---- | ---- | ---- | ---- | ---- | ---- | ---- | ---- | ---- | ---- | ---- | ---- | ---- | ---- |
| Classement mondial | 172  | 112  | 74   | 25   | 51   | 31   | 52   | 59   | 85   | 63   | 46   | 44   | 64   | 63   | 72   | 69   | 70   | 73   |

### Parcours enCoupe du monde
| Année | Position                 |      | Année                             | Position |                       | Année | Position |
| 1930  | Membre de la Yougoslavie | 1974 | Membre de la Yougoslavie          | 2010     | Non qualifiée         |       |          |
| 1934  | Membre de la Yougoslavie | 1978 | Membre de la Yougoslavie          | 2014     | Non qualifiée         |       |          |
| 1938  | Membre de la Yougoslavie | 1982 | Membre de la Yougoslavie          | 2018     | Non qualifiée         |       |          |
| 1950  | Membre de la Yougoslavie | 1986 | Membre de la Yougoslavie          | 2022     | Non qualifiée         |       |          |
| 1954  | Membre de la Yougoslavie | 1990 | Membre de la Yougoslavie          | 2026     | Éliminatoire en cours |       |          |
| 1958  | Membre de la Yougoslavie | 1994 | Membre de la Serbie-et-Monténégro | 2030     | À venir               |       |          |
| 1962  | Membre de la Yougoslavie | 1998 | Membre de la Serbie-et-Monténégro | 2034     | À venir               |       |          |
| 1966  | Membre de la Yougoslavie | 2002 | Membre de la Serbie-et-Monténégro |          |                       |       |          |
| 1970  | Membre de la Yougoslavie | 2006 | Membre de la Serbie-et-Monténégro |          |                       |       |          |

### Parcours enChampionnat d'Europe
| Année | Position                 |      | Année                             | Position |               | Année | Position |
| 1960  | Membre de la Yougoslavie | 1988 | Membre de la Yougoslavie          | 2016     | Non qualifiée |       |          |
| 1964  | Membre de la Yougoslavie | 1992 | Membre de la Yougoslavie          | 2020     | Non qualifiée |       |          |
| 1968  | Membre de la Yougoslavie | 1996 | Membre de la Serbie-et-Monténégro | 2024     | Non qualifiée |       |          |
| 1972  | Membre de la Yougoslavie | 2000 | Membre de la Serbie-et-Monténégro | 2028     | À venir       |       |          |
| 1976  | Membre de la Yougoslavie | 2004 | Membre de la Serbie-et-Monténégro | 2032     | À venir       |       |          |
| 1980  | Membre de la Yougoslavie | 2008 | Non inscrite                      |          |               |       |          |
| 1984  | Membre de la Yougoslavie | 2012 | Non qualifiée                     |          |               |       |          |

### Parcours enLigue des nations
| Édition   | Ligue | Phase de Groupe | Phase de Groupe | Phase de Groupe | Phase de Groupe | Phase de Groupe | Phase de Groupe | Phase de Groupe | Phase finale | Phase finale | Phase finale | Phase finale | Phase finale | Phase finale | Phase finale | Phase finale |
| Édition   | Ligue | Class.          | M               | V               | N               | D               | bp              | bc              | Pays hôte    | Résultat     | M            | V            | N            | D            | bp           | bc           |
| --------- | ----- | --------------- | --------------- | --------------- | --------------- | --------------- | --------------- | --------------- | ------------ | ------------ | ------------ | ------------ | ------------ | ------------ | ------------ | ------------ |
| 2018-2019 | C     | 3/4             | 6               | 2               | 1               | 3               | 7               | 6               | 2019         | Inéligible   | Inéligible   | Inéligible   | Inéligible   | Inéligible   | Inéligible   | Inéligible   |
| 2020-2021 | C     | 1/4             | 6               | 4               | 1               | 1               | 10              | 2               | 2021         | Inéligible   | Inéligible   | Inéligible   | Inéligible   | Inéligible   | Inéligible   | Inéligible   |
| 2022-2023 | B     | 3/4             | 6               | 2               | 1               | 3               | 6               | 6               | 2023         | Inéligible   | Inéligible   | Inéligible   | Inéligible   | Inéligible   | Inéligible   | Inéligible   |
| 2024-2025 | B     | 4/4             | 6               | 1               | 0               | 5               | 4               | 9               | 2025         | Inéligible   | Inéligible   | Inéligible   | Inéligible   | Inéligible   | Inéligible   | Inéligible   |
| Total     | Total | Total           | 24              | 9               | 3               | 12              | 27              | 23              | Total        | Total        | 0            | 0            | 0            | 0            | 0            | 0            |

## Grands joueurs monténégrins
Au moins 10 sélections pour la Yougoslavie, la RF Yougoslavie ou la Serbie-et-Monténégro :
| - Dragoljub Brnović (Déf.) (26 sélections, 1 but) - / Branko Brnović (Mil.) (27, 3) - Zoran Filipović (Att.) (13, 2) - Ivica Kralj (Gar.) (41) - / Dragoje Leković (G) (14) - / Predrag Mijatović (A) (73, 28) - Nenad Brnović (M) (17) - / Marko Baša (D) (3+39, 0+2) | - / Željko Petrović (M) (18) - Ljubomir Radanović (D) (34,3) - Branko Rašović (D) (10) - Niša Saveljić (D) (32,1) - / Dejan Savićević (A) (56, 19) - / Budimir Vujačić (D) (12) - / Branko Bošković (M) (12+1) - / Mirko Vučinić (M) (3+13, 0+6) |

En gras, les joueurs sont encore en activités.

## Sélectionneurs
Le tableau suivant représente la liste des sélectionneurs de l'équipe du Monténégro depuis 2007.
| Rang | Entraîneur              | Nationalité               | Début         | Fin           | Durée          | Matchs | Victoires | Nuls | Défaites | % Victoires | Palmarès |
| ---- | ----------------------- | ------------------------- | ------------- | ------------- | -------------- | ------ | --------- | ---- | -------- | ----------- | -------- |
| 1    | Zoran Filipović         | Monténégro                | 2007          | 2009          | 2 ans          | 23     | 8         | 8    | 7        | 34,78%      | -        |
| 2    | Zlatko Kranjčar         | Croatie                   | 2010          | 2011          | 1 an           | 13     | 6         | 2    | 4        | 46,15%      | -        |
| 3    | Branko Brnović          | Monténégro                | 2011          | 2015          | 4 ans          | 34     | 11        | 9    | 14       | 32,35%      | -        |
| 4    | Ljubiša Tumbaković (en) | Serbie                    | 2016          | juin 2019     | 3 ans          | 26     | 7         | 7    | 12       | 26,92%      |          |
| 5    | Miodrag Džudović        | Monténégro                | 2019          | 2019          | Intérim        | 2      | 0         | 1    | 1        | 0%          | -        |
| 6    | Faruk Hadžibegić        | Bosnie-Herzégovine France | juillet 2019  | décembre 2020 | 1 an et 5 mois | 13     | 5         | 4    | 4        | 38,46%      | -        |
| 7    | Miodrag Radulović (en)  | Monténégro                | décembre 2020 | décembre 2023 | 3 ans          | 25     | 7         | 5    | 13       | 28%         | -        |
| 8    | Robert Prosinečki       | Croatie                   | février 2024  |               |                | 14     | 5         | 1    | 8        | 35,71%      | -        |

## Records individuels
Les joueurs en gras sont encore en activités.
| #   | Joueurs          | Carrière  | Sélections | Buts |
| --- | ---------------- | --------- | ---------- | ---- |
| 1.  | Stevan Jovetić   | 2008-     | 87         | 37   |
| 2.  | Fatos Bećiraj    | 2009-2022 | 86         | 15   |
| 3.  | Stefan Savić     | 2010-     | 74         | 9    |
| 4.  | Adam Marušić     | 2015-     | 66         | 5    |
| 5.  | Žarko Tomašević  | 2010-     | 65         | 5    |
| 6.  | Vladimir Jovović | 2013-     | 63         | 0    |
| 6.  | Stefan Mugoša    | 2015-     | 63         | 15   |
| 8.  | Elsad Zverotić   | 2008-2017 | 61         | 5    |
| 9.  | Marko Vešović    | 2013-     | 57         | 2    |
| 10. | Marko Janković   | 2016-     | 54         | 1    |

| #   | Joueurs           | Carrière  | Sélections | Buts |
| --- | ----------------- | --------- | ---------- | ---- |
| 1.  | Stevan Jovetić    | 2007-     | 87         | 37   |
| 2.  | Mirko Vucinic     | 2007-2017 | 46         | 17   |
| 3.  | Stefan Mugoša     | 2015-     | 63         | 15   |
| 3.  | Fatos Beciraj     | 2009-2022 | 86         | 15   |
| 5.  | Stefan Savić      | 2010-     | 74         | 9    |
| 6.  | Dejan Damjanović  | 2008-2015 | 30         | 8    |
| 7.  | Radomir Đalović   | 2007-2012 | 26         | 7    |
| 8.  | Andrija Delibašić | 2009-2013 | 21         | 6    |
| 8.  | Nikola Krstović   | 2022-     | 28         | 6    |
| 10. | Elsad Zverotić    | 2008-2017 | 61         | 5    |
| 10. | Žarko Tomašević   | 2014-     | 64         | 5    |
| 10. | Adam Marušić      | 2015-     | 66         | 5    |